# Thomas Webster (Segler)
Thomas Campbell Webster (* 25. Dezember 1909 in Los Angeles; † 31. Januar 1981 ebenda) war ein US-amerikanischer Segler.

## Erfolge
Thomas Webster, der für den California Yacht Club segelte, wurde 1932 in Los Angeles bei den Olympischen Spielen in der 8-Meter-Klasse Olympiasieger. Er war Crewmitglied des von Skipper Owen Churchill angeführten Bootes Angelita, das sämtliche vier Wettfahrten gewann und damit vor dem einzigen anderen Boot, der Santa Maria aus Kanada, den ersten Platz belegte. Bei den Ausscheidungswettkämpfen für die Spiele war Webster Crewmitglied von Pierpont Davis gewesen, der hinter Owen Churchill Zweiter wurde. Churchill nahm sämtliche Crewmitglieder Davis’ als Ersatzmänner zu den Spielen mit und setzte diese auch bei einzelnen Wettfahrten ein, sodass neben Webster, Churchill und Davis auch John Biby, Alphonse Burnand, Kenneth Carey, William Cooper, Karl Dorsey, John Huettner, Alan Morgan, Richard Moore und Robert Sutton die Goldmedaille erhielten.